# Topolovgrad
Topolovgrad (búlgaro:Тополовград) é uma cidade da Bulgária, localizada no distrito de Haskovo. A sua população era de 5,730 habitantes segundo o censo de 2010.

## População
| Topolovgrad | Topolovgrad | Topolovgrad | Topolovgrad | Topolovgrad | Topolovgrad | Topolovgrad | Topolovgrad | Topolovgrad | Topolovgrad | Topolovgrad | Topolovgrad | Topolovgrad | Topolovgrad | Topolovgrad | Topolovgrad | Topolovgrad | Topolovgrad | Topolovgrad | Topolovgrad |
| --- | ----------- | ----------- | ----------- | ----------- | ----------- | ----------- | ----------- | ----------- | ----------- | ----------- | ----------- | ----------- | ----------- | ----------- | ----------- | ----------- | ----------- | ----------- | ----------- |
| Ano | 1887        | 1910        | 1934        | 1946        | 1956        | 1965        | 1975        | 1985        | 1992        | 2001        | 2002        | 2003        | 2004        | 2005        | 2006        | 2007        | 2008        | 2009        | 2010        |
| População |             |             |             | 6,668       | 6,958       | 6,620       | 7,218       | 7,339       | 7,386       | 6,703       | 6,618       | 6,519       | 6,408       | 6,287       | 6,143       | 6,089       | 5,948       | 5,838       | 5,730       |
| Fontes: Instituto Nacional de Estatísticas, „citypopulation.de“, „pop-stat.mashke.org“, Bulgarian Academy of Sciences |             |             |             |             |             |             |             |             |             |             |             |             |             |             |             |             |             |             |             |